# Rocky Creek Falls
Rocky Creek Falls – wodospad położony w Australii (Queensland), na rzece Rocky Creek Falls, wysokości 125 metrów.